# Nelson Pereira dos Santos
Nelson Pereira dos Santos (São Paulo, 22 oktober 1928 – Rio de Janeiro, 21 april 2018) was een Braziliaans regisseur.
Dos Santos studeerde rechten aan de universiteit van São Paulo. Vanaf 1952 was hij werkzaam als regisseur. Hij was een van de wegbereiders van het Braziliaanse Cinema Novo. Hij werd buiten Brazilië bekend met de film Vidas Secas (1963). Zijn films waren dikwijls geïnspireerd door het Italiaanse neorealisme.

## Filmografie (selectie)
- 1963: Vidas Secas
- 1968: Fome de Amor
- 1970: Azyllo Muito Louco
- 1971: Como Era Gostoso o Meu Francês
- 1994: A Terceira Margem do Rio